# 哈达湾站
哈达湾站是位于吉林省吉林市昌邑区新江街的一个铁路车站，有长图铁路及吉林西环线经过该站；车站及其上下行区间均未电气化，距离长春站123公里。车站隶属沈阳铁路局长春车务段，是二等站，办理列车到发、通过和列车解体及客车底、专用线取送作业。
车站建于1926年，设有2条到发线。1933年站场扩建至7条股道，并修建13条专用线。1949年车站定位三等站，1959年又升为二等站，1960年扩建2条股道。1979年在原站场北侧修建新站场，设有6条到发线和6条编组线，1985年完工:388。

## 车站结构
哈达湾站规模二级三场。其中Ⅰ场设正线2条、到发线5条；Ⅱ场正线1条、到发线5条，另设有调车场（设有6条股道）和交接场。车站设有连接吉林炭素、吉林松花江热电、吉林铁合金股份专用线3条。另外连接吉林客车整备所。